# مجتبی امانی
مجتبی امانی (زاده ۱ فروردین ۱۳۴۲) دیپلمات ایرانی و سفیر جمهوری اسلامی ایران در لبنان از سال ۱۴۰۱ است. امانی از بهمن سال ۱۳۸۸ تا ۱۳۹۳ رئیس دفتر حفاظت منافع ایران در مصر بود.
امانی متأهل و دارای دو فرزند میباشد. در ۲۷ شهریور ۱۴۰۳ امانی بر اثر انفجار پیجرش، در جریان حمله گسترده به دستگاه‌های پیجر نیروهای حزب‌الله، از ناحیه دو چشم و دست دچار آسیب‌دیدگی شدید شد.

## خانواده
احمد امانی همدانی (پدربزرگ مجتبی امانی) از روحانیون سرشناس بازار تهران بود. او متولد همدان بود که در یک سالگی به واسطه پیشه تجارت پدر، به تهران عزیمت کردند. احمد امانی همدانی ۸ پسر داشتند که همگی از بازاریان معروف تهران و قزوین بودند. در کنار کار تجارت، خاندان همدانی از معروف‌ترین فعالان مذهبی و مؤسسان هیئات مذهبی در تهران و قزوین بودند. در کنار برپایی هیئات و برنامه‌های مذهبی، خاندان امانی از موثرترین مبارزان ضدرژیم پهلوی نیز بودند. برخی از اعضای خاندان امانی از مؤسسان هیئت‌های موتلفه اسلامی بودند

## تحصیلات
مجتبی امانی دارای مدرک کارشناسی ارشد در رشته روابط بین‌الملل از دانشگاه تهران و همچنین دکترای علوم سیاسی از واحد علوم و تحقیقات دانشگاه آزاد است.

## سوابق حرفه‌ای
امانی از سال ۱۳۶۷ در وزارت امور خارجه شروع به کار کرد و اولین مسئولیت او معاون دفتر وزیر بود.
مسئولیت‌ها:
- کارشناس اداره اول خاورمیانه و شمال آفریقا.
- معاون نمایندگی جمهوری اسلامی ایران در قاهره.
- کارشناس دفتر مطالعات سیاسی و بین‌المللی.
- معاون مدیرکل دفتر مطالعات سیاسی و بین‌المللی.
- رئیس دفتر حفاظت منافع جمهوری اسلامی ایران در قاهره از سال ۱۳۸۸ تا ۱۳۹۳.
- کارشناس ارشد مطالعات مصر در دفتر مطالعات سیاسی و بین‌المللی.
- سفیر جمهوری اسلامی ایران در لبنان از سال ۱۴۰۱ تاکنون.[۳]

## زخمی شدن در لبنان

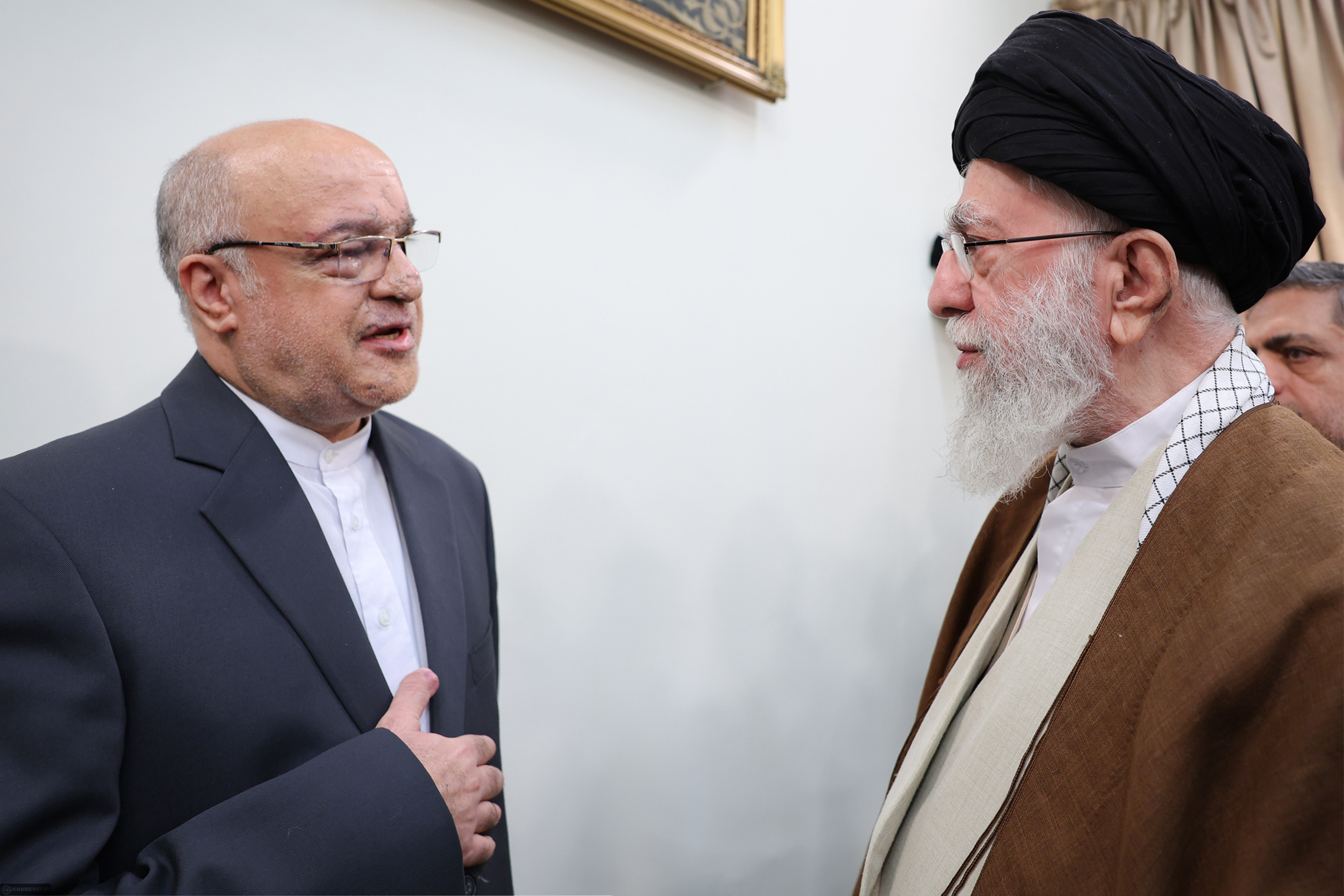
دیدار مجتبی امانی با سید علی خامنه‌ای (۲۷ آبان ۱۴۰۳)

در ۲۷ شهریور ۱۴۰۳ پیجرهای مورد استفاده اعضای حزب‌الله به‌طور همزمان در سراسر لبنان منفجر شدند. مجتبی امانی بر اثر انفجار پیجرش زخمی شد - یک چشم خود را از دست داد و چشم دیگرش به شدت آسیب دید، و برای ادامه درمان به بیمارستانی در تهران منتقل شد. دو نفر از کارکنان سفارت ایران نیز همراه او مجروح شدند. امانی طی یک مصاحبه تلوزیونی گفت: «برخلاف آنچه اغلب مطرح شده بود، من از ناحیه بینایی دچار مشکل نشده‌ام و جراحت دستم نیز تحت درمان است و این جراحت طوری نیست که باعث ناتوانی‌ام شود.» وی افزود: «وقتی هشداری از طریق این پیجرها داده می‌شد، افراد دکمه مربوط به آن را فشار می‌دادند تا پیام را مشاهده کنند. این دستگاه در اتاق کار من نیز بود. من عموماً خیلی به آن توجهی نمی‌کردم؛ چون دیگر ارکان سفارت به این کار مشغول بودند و به آن می‌پرداختند. ولی آن روز من به صورت تصادفی دکمه مربوطه را فشار دادم و این پیجر در دستانم منفجر شد.»